# .vc
‎.vc‏ دامنه اینترنتی کشور سنت وینسنت و گرنادین‌ها (به انگلیسی: Saint Vincent and the Grenadines) است.